# Inne życie
Inne życie – trzeci z kolei album zespołu Fanatic wydany w roku 1992.

## Lista utworów
1. Wielkie słowa
2. Ewa
3. Jak się masz kochanie
4. Kochaj to słowo
5. Złamała moje serce
6. Rozstanie
7. Spotkanie (remix)
8. Inne życie